# Griekse parlementsverkiezingen 2009
De Griekse parlementsverkiezingen vonden plaats op 4 oktober 2009. Daarbij werd gestemd voor de enige Kamer van het parlement. Bij de verkiezingen wist het sociaaldemocratische PASOK van Giorgos Papandreou junior regeringspartij Nea Dimokratia van zittend premier Kostas Karamanlis te verslaan.

## Verkiezingen

### Aanleiding
Karamanlis schreef vervroegde verkiezingen uit hoewel zijn partij al meer dan een jaar op verlies stond in de peilingen. De geloofwaardigheid van zijn regering werd aangetast door een reeks financiële schandalen, waaronder een grondruil met een Grieks-orthodoxe kloosterorde waarbij de Griekse staat er voor ruim 100 miljoen euro bij in is geschoten. Tevens lukte het de regering van Karamanlis niet de hoge jeugdwerkloosheid aan te pakken.
Met het uitschrijven van verkiezingen wilde Karamanlis een nieuw mandaat verkrijgen voor dringend noodzakelijke economische hervormingen en bezuinigingen. Papandreou wil juist 3 miljard euro uitgeven om de economie te stimuleren. De staatsschuld zou hierdoor toenemen, maar Papandreou wilde dit beperken door verspilling bij de overheid tegen te gaan en door belastingontduikers aan te pakken.

### Procedure
In Griekenland kent men legislatieve verkiezingen waarbij 300 zetels te verdelen zijn, zij vinden om de 4 jaar plaats en kennen een kiesdrempel van 3%. De partij met de meeste stemmen krijgt 40 zetels extra. De andere 260 zetels worden evenredig verdeeld op basis van het stemmenaantal, met inachtneming van de kiesdrempel. Alle ongeldige, blanco stemmen en die van partijen die het niet gehaald hebben gaan automatisch naar de grootste partij. Na 18 september was het niet meer toegestaan opinie-peilingen te publiceren. Deze zouden het verkiezingsresultaat namelijk kunnen beïnvloeden.

## Uitslagen
De partij Nea Dimokratia (ND) van de zittende premier Kostas Karamanlis werd fors verslagen door de grootse oppositiepartij PASOK van Giorgos Papandreou junior. Dit was de grootste verkiezingsnederlaag ooit voor NEA Dimokratia sinds haar oprichting in 1974. Premier Karamanlis kondigde een dag na de verkiezingen aan zich terug te trekken als partijleider. Drie andere partijen slaagden er ook in om boven de kiesdrempel te komen en zitting te krijgen in het parlement.
| Partij                                       | 2009  | 2009   | 2007  | 2007   | verschil | verschil | Europese Partij    |
| Partij                                       | perc. | zetels | perc. | zetels | perc.    | zetels   | Europees Parlement |
| -------------------------------------------- | ----- | ------ | ----- | ------ | -------- | -------- | ------------------ |
| Pan-Helleens Socialistische Beweging (PASOK) | 43.9  | 160    | 38.1  | 102    | +5.8     | +58      | PES                |
| Nieuwe Democratie (ND)                       | 33.5  | 91     | 41.8  | 152    | -8.3     | -61      | EVP                |
| Communistische Partij van Griekenland (KKE)  | 7.5   | 21     | 8,2   | 22     | -0.7     | -1       | EL                 |
| Orthodox-Griekse Volkspartij (LAOS)          | 5.6   | 15     | 3.8   | 10     | +1.8     | +5       | EFD                |
| Coalitie van Radicaal-Links (SYRIZA)         | 4.6   | 13     | 5.6   | 14     | -0.4     | -1       | EL                 |
| overig                                       | 3.1   | 0      | 4.8   | 0      | +1.7     | +0       | Geen               |
| Totaal                                       | 100.0 | 300    | 100,0 | 300    | +0.0     | +0       |                    |

- Opkomstpercentage: 70.9% (2009), 74.1% (2007)

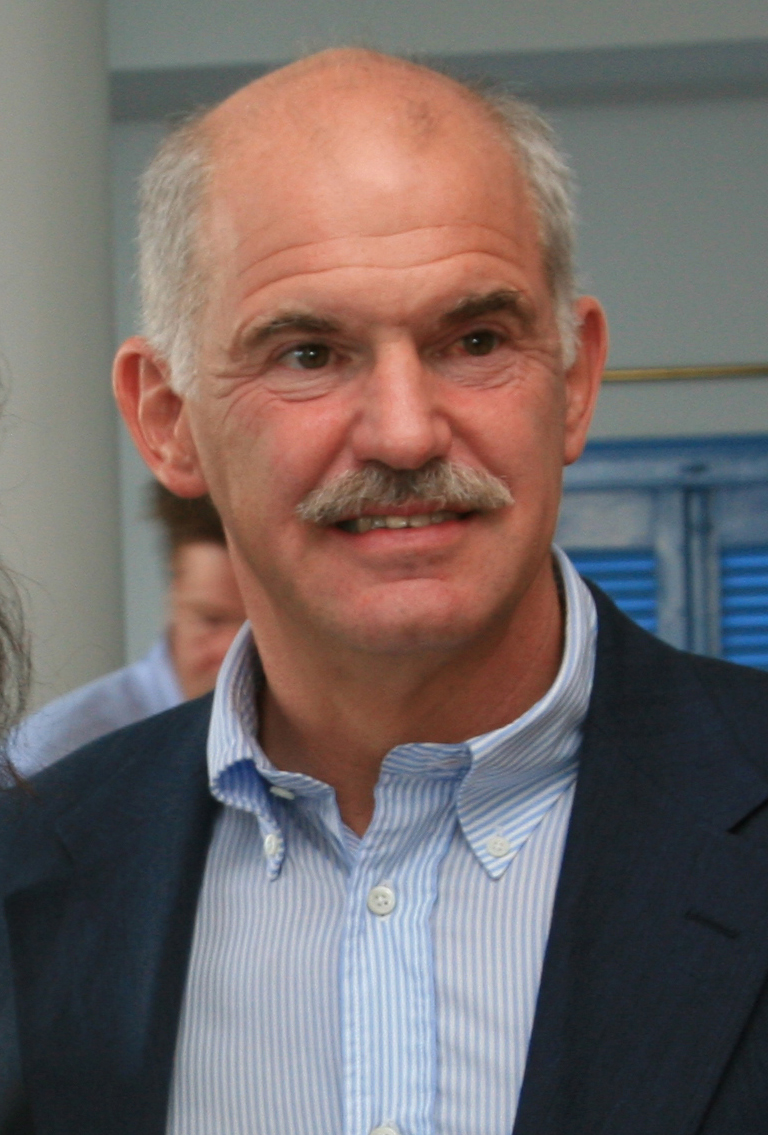
Giorgos Papandreou junior (PASOK)
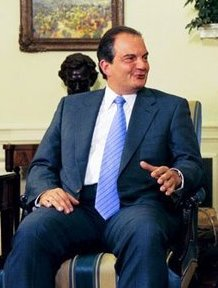
Kostas Karamanlis (ND)

1950 · 1951 · 1952 · 1956 · 1958 · 1961 · 1963 · 1964 · 1974 · 1977 · 1981 · 1985 · 1989 (juni) · 1989 (nov.) · 1990 · 1993 · 1996 · 2000 · 2004 · 2007 · 2009 · 2012 (mei) · 2012 (juni) · 2015 (jan.) · 2015 (sep.) . 2019 · 2023 (mei) · 2023 (jun.)